# Alarum
Gli Alarum sono una band progressive metal di Melbourne, Australia attiva fin dal 1992.

## Storia degli Alarum
Attivi fin dal 1992, dopo due demo su cassetta, furono inseriti in una compilation della Def Records, per poi pubblicare il loro primo album nel 1999 con il titolo Fluid Motion.

## Formazione

### Formazione attuale
- Mark Palfreyman - basso, voce
- Rob Brens - batteria

### Ex componenti
- Luke Morris - voce (1994)
- Scott Young - chitarra (1995-2007)
- Lester Perry - basso (1994)
- Matthew Racovalis - batteria (?-2006)
- Mark Evans - chitarra (1992-2011)

## Discografia

### Album studio
- 1999 - Fluid Motion
- 2004 - Eventuality...
- 2011 - Natural Causes

### Demo
- 1994 - Another World
- 1996 - Blueprint
- 2002 - Demo 2002
- 2002 - Promo 2002